# Alsócsesznek
Alsócsesznek egykori falu Pozsega vármegyében (területe jelenleg Horvátországhoz tartozik).
1422-ben Alsowchesnek néven említik. A település nevét egykori birtokosairól a gróf Cseszneky családról vette. 1422 óta Oriava vár, 1428-ban Terbus, 1440 óta Óvár város sorsában osztozott. 1464-ben a Beriszló család zálogbirtoka volt. Alsócsesznek, Középcsesznek, Felsőcsesznek és Migalóc együttesen „négy Csesznek” néven volt ismeretes.